# Macabre (ban nhạc)
Macabre là một ban nhạc extreme metal thành lập tại Chicago, Illinois. Họ kết hợp thrash metal, death metal, và grindcore (có khi với cả giai điệu folk) để tạo nên phong cách mà họ gọi là murder metal. Về phần lời, ban nhạc tập trung vào những kẻ giết người hàng loạt, những vụ thãm sát và một chút hài hước máu me. Đa phần lời dựa trên các câu truyện có thật về những nhân vật tai tiếng. Hãng đĩa hiện tại của họ là Decomposed Records.
Macabre được ảnh hưởng bởi những nghệ sĩ hardcore punk, grindcore, và death metal nước Mỹ và Anh, từ The Accüsed và Cryptic Slaughter tới Possessed và Napalm Death.

## Đĩa nhạc
- Shitlist (1987)
- Grim Reality (1987)
- Shitlist (1988, 7")
- Gloom (1989)
- Nightstalker (1991, 7")
- Sinister Slaughter (1993)
- Behind the Wall of Sleep (1994, EP)
- Unabomber (1999, EP)
- Dahmer (2000)
- Capitalist Casualties / Macabre (2001, cùng Capitalist Casualties)
- Macabre Minstrels: Morbid Campfire Songs (2002)
- Drill Bit Lobotomy (2002, 7")
- Murder Metal (2003)
- Macabre Electric & Acoustic Two CD Set (2004)
- True Tales of Slaughter and Slaying (2006, DVD)
- Grim Reality (2008)
- Human Monsters (2010, EP)
- Grim Scary Tales (2011)
- Slaughter Thy Poser (2012, EP)

## Thành viên
- Corporate Death (Lance Lencioni) - guitars, giọng
- Nefarious (Charles Lescewicz) - guitar bass, giọng
- Dennis the Menace (Dennis Ritchie) - trống